# Haybes
Haybes ist eine französische Gemeinde mit 1.806 Einwohnern (Stand 1. Januar 2022) im Département Ardennes der Region Grand Est; administrativ ist sie dem Arrondissement Charleville-Mézières und dem Kanton Revin zugeordnet.

## Geografie
Haybes liegt in den Ardennen, nahe der belgischen Grenze, und wird von einer Flussschleife der Maas (frz.: Meuse) umflossen. Die Gemeinde liegt im 2011 gegründeten Regionalen Naturpark Ardennen.

## Bevölkerungsentwicklung
| Jahr                      | 1962 | 1968 | 1975 | 1982 | 1990 | 1999 | 2005 | 2010 | 2016 |
| ------------------------- | ---- | ---- | ---- | ---- | ---- | ---- | ---- | ---- | ---- |
| Einwohner                 | 2317 | 2150 | 2081 | 2096 | 2071 | 2092 | 2078 | 2051 | 1892 |
| Quelle: Cassini und INSEE |      |      |      |      |      |      |      |      |      |

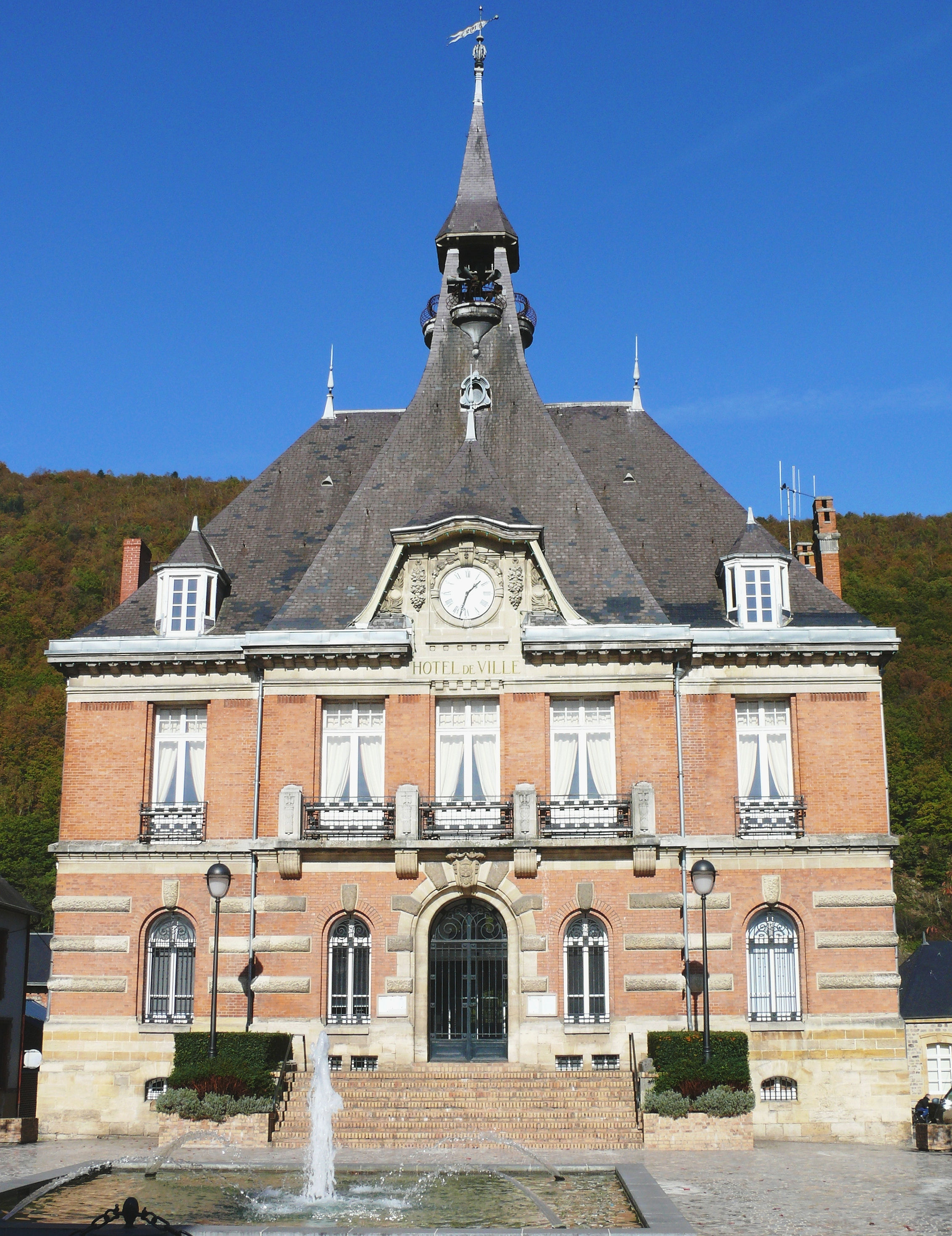
Haybes Rathaus
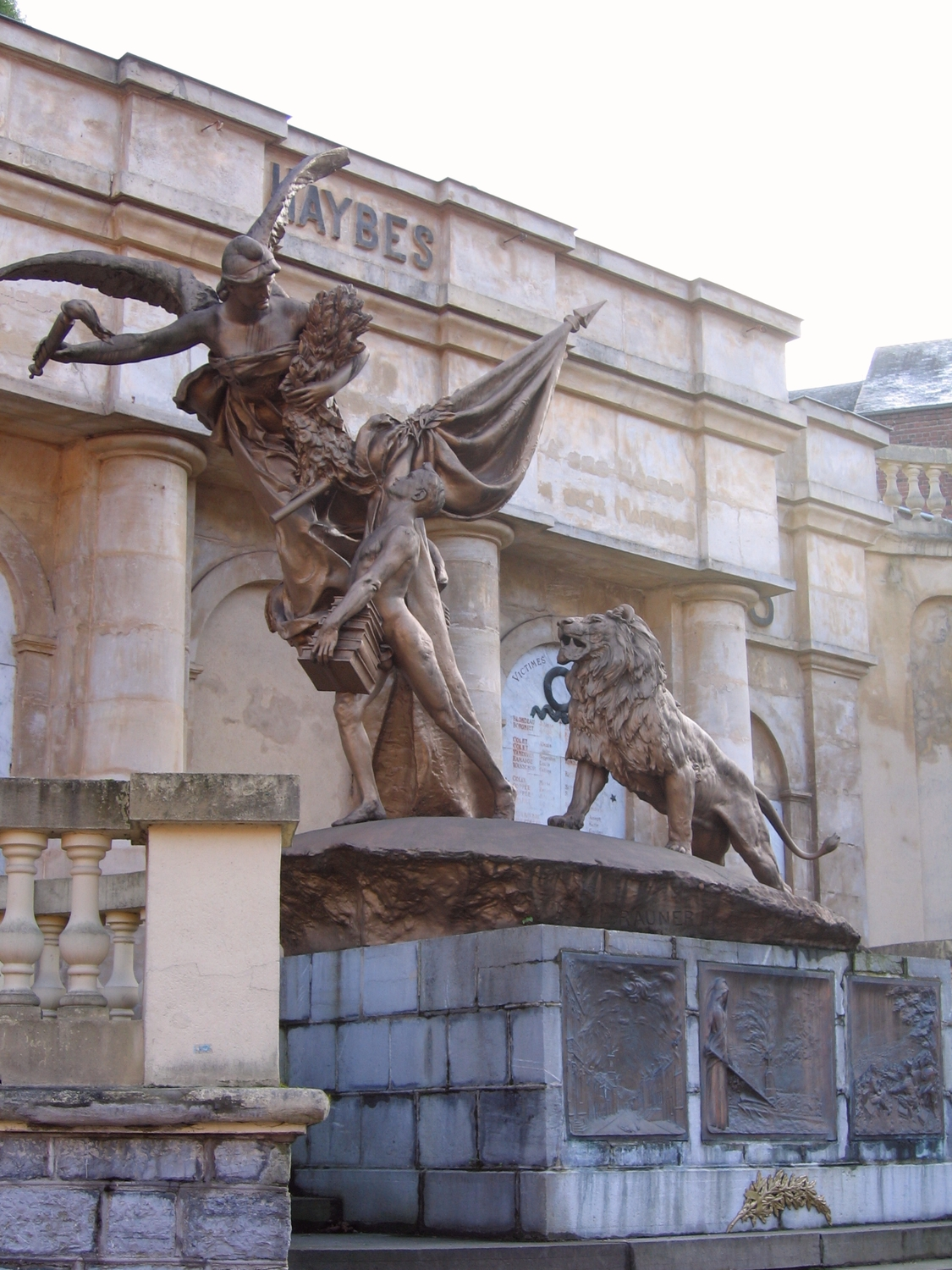
Haybes Kriegerdenkmal